# Berik jezik
Berik jezik (ISO 639-3: bkl; berick, berrik, sewan teteris, upper tor), papuanski jezik porodice tor-kwerba, kojim govori oko 1 200 ljudi (1994 SIL) u indonezijskoj regenciji Sarmi, na otoku Nova Gvineja. Sela u kojima se govori ovaj jezik zovu se Bora Bora, Waf, Doronta, Beu, Togonfo, Dangken, Kondirjan, Somanente, Tenwer, Sewan, Safrontani i Taminambor. Govori se i uz srednji i gornji tok rijeke Tor.
Leksički mu je najbliži jezik keijar [kdy], 45%, s kojim čini torsku podskupinu. Nekad je bio u upotrebi kao trgovački jezik u području rijeke Tor. Latinično pismo.

## Vanjske poveznice
- Ethnologue (14th)
- Ethnologue (15th)